# Micromelia
La micromelia è una malformazione scheletrica, in particolare si tratta di forma di amelia in cui entrambi i segmenti prossimali e distali dell'arto risultano più corti del normale. È spesso distinta in:
- rizomelia: quando le ossa prossimali sono affette più di quelle distali,
- mesomelia: quando sono invece le ossa distali ad essere maggiormente colpite.

## Epidemiologia e storia
È spesso associata ad altre forme di displasia ossea, come la displasia tanatofora e la displasia diastrofica. Rappresenta circa l'87,8% di tutte le displasie ossee.

## Clinica

### Segni e sintomi
Oltre alla lunghezza ossea inferiore degli arti, si presenta anche una ridotta densità ossea. Le ossa possono apparire completamente demineralizzate (ipofosfatasia) quando si utilizza la diagnostica per immagini.

### Diagnosi differenziale
La diagnosi differenziale per questa malattia include:
- acondrogenesi,
- atelosteogenesi,
- displasia dissegmentale,
- fibrocondrogenesi

### Diagnosi precoce
La diagnosi precoce può essere effettuata attraverso un'ecografia prenatale effettuata da personale specializzato.

## Trattamento

### Prognosi
La micromelia è la più comune delle displasie ossee gravi e risulta molto spesso fatale.